# Tramposa (telenovela)
Tramposa fue una telenovela argentina emitida en 1984 por Canal 13, protagonizada por Mariana Karr y Pablo Alarcón, junto con Gloria Lopresti, Fernando Lúpiz y Mónica Vehil.

## Guion
La telenovela fue dirigido por Emilio Ariño y fue escrita por Delia González Márquez, autora del guion de Muchacha italiana viene a casarse en 1969.

## Elenco

### Protagonistas
- Mariana Karr - María Libertad Elizondo
- Pablo Alarcón - José Camilo Maldonado

### Elenco de reparto
- Gloria Lopresti - Natalia vda. de Domínguez
- Mónica Vehil - Esperanza Elizondo
- Fernando Lúpiz - Paulino Montenegro
- Néstor Hugo Rivas - Eliseo Estigarribia
- Patricia Rozas - Clara Barrionuevo

## Equipo Técnico
- Historia original - Delia González Márquez.
- Dirección - Emilio Ariño.
- Producción - Miguel Ángel Spera.
- Cámara y Departamento Eléctrico - Norberto Peña.
- Tripulación adicional - Emilio Ariño.